# El tiempo es oro (programa de televisión chileno)
El tiempo es oro fue un programa de televisión chileno emitido en Universidad Católica de Chile Televisión entre 1994 y 2000, los días sábado en horario estelar, en las temporadas de 1994 y 1995 fue transmitido los viernes en el prime. Estaba basado en el programa español del mismo nombre.
Durante casi toda su permanencia en el aire sus presentadores fueron Roberto Poblete y Susana Roccatagliata, pero en la última temporada Roccatagliata fue reemplazada por Savka Pollak. También participaba como voz en off, el locutor Manuel Enrique Thompson, conocido como "Mr. Thompson" (recordado por ser voz institucional de Romántica FM).

## Formato
Consistía en un concurso de conocimientos, en el que participaban tres duplas, de las cuales la que obtenía mayor puntaje pasaba a la instancia final. Algunas de las pruebas consistían en una ronda de preguntas, ejercicios de cálculo mental y adivinar mímica de películas (realizada por los actores Katty Kowaleczko y Fernando Kliche).
El programa también incluía la clásica sección de humor «Telechácharas», protagonizada por el comediante Jorge Romero "Firulete".